# Nørre Bjert Sogn
Nørre Bjert Sogn er et sogn i Kolding Provsti (Haderslev Stift).
Nørre Bjert Kirke blev i 1889 opført som filialkirke i Eltang Sogn. Nørre Bjert Sogn blev i 1924 udskilt fra Eltang Sogn og Sønder Vilstrup Sogn, som begge hørte til Brusk Herred i Vejle Amt. Eltang-Sønder Vilstrup sognekommune blev inden kommunalreformen i 1970 indlemmet i Kolding Kommune.
I Nørre Bjert Sogn ligger Nørre Bjert Kirke.
I sognet findes følgende autoriserede stednavne:
- Drejens (bebyggelse)
- Drejens Odde (areal)
- Elvighøj (areal, bebyggelse)
- Nedergård (landbrugsejendom)
- Nørre Bjert (bebyggelse, ejerlav)
- Nørre Bjert Skov (bebyggelse)
- Strandhuse (bebyggelse)